# Ill Niño
Ill Niño ist eine US-amerikanische Metal-Band aus New Jersey, die mit Einflüssen aus der lateinamerikanischen Musik arbeitet. Diese sind an Stellen, wo Perkussion und die Akustikgitarre als Leitinstrumente auftreten, erkennbar. Die Mitglieder stammen aus verschiedenen Ländern Lateinamerikas.

## Geschichte
Die Band wurde 1998 unter dem Namen „El Niño“ gegründet. Da aber bereits eine andere Band diesen Namen verwendete, benannten sie sich Ende 1999 in „Ill Niño“ um, was „Krankes Kind“ oder „Illegales Kind“ heißt. Im Juli 2006 löste die Band ihren Vertrag mit Roadrunner Records auf, da sie nach eigenem Empfinden nicht mehr die nötige Aufmerksamkeit des Plattenlabels bekam. Noch im gleichen Monat verkündeten Ill Niño auf ihrer Website, dass sie bei Cement Shoes/Vivendi einen Plattenvertrag unterzeichnet haben und derzeit dabei seien, eine EP, auf der fünf Lieder – zwei neue und drei Coverversionen – sein werden, aufzunehmen. Nach mehreren Verschiebungen wurde das Album Enigma am 11. März 2008 in den USA und am 28. März auch im deutschsprachigen Raum veröffentlicht. Nach der darauffolgenden Tour gaben Ill Niño bekannt, dass sie sich von ihrem Label trennen werden.
Im Juli 2010 sollte das neue Album Dead New World veröffentlicht werden, dessen Veröffentlichung allerdings auf Oktober 2010 verschoben wurde. Ein neuer Song mit dem Titel Scarred (My Prison) wurde bereits vorher auf ihrer Myspace-Seite und einem kostenlosen Sampler ihres neuen Plattenlabels Victory Records veröffentlicht. Außerdem hat die Band 2010 in Deutschland beim Wacken Open Air, Summer Breeze und auf diversen Konzerten gespielt. Die Band musste die Auftritte beim Trebur Open Air und dem Rockarea Festival wegen einer Rückenverletzung von Machado kurzfristig absagen. Das Album Dead New World wurde dann am 29. Oktober 2010 veröffentlicht.
Ein Welttournee mit Konzerten vom Festival bis zum Musikkeller-Auftritt fand vom 18. Januar bis 3. Juli 2011 statt. Im Februar 2012 ließ die Band verkünden, dass sie sich erneut ins Studio begeben werde, um ein sechstes Album aufzunehmen. Zudem besuchte sie Deutschland für einen Auftritt auf dem Hardbeat-Festival in Lippstadt. Im März 2014 gab die Band bei Facebook bekannt, dass sie bei der Rockstar Mayhem Festival Tour spielen werde. Zusammen mit dieser Information gab sie den Titel des neuen Albums Till Death, La Familia, sowie das Erscheinungsdatum (US-Veröffentlichung am 22. Juli 2014) bekannt.
Im Januar 2019 wurde die neue Single Sangre veröffentlicht. Dabei bestand die Besetzung jedoch nicht aus Machado, Luster, Verduzco und Santiago. Stattdessen spielten Chavarri, Pina und Couto mit drei neuen Mitgliedern (Marcos Leal, Jess Dehoyos und Sal Dominquez) die Single ein. Machado, Luster und Verduzco gaben dabei einen Markenrechtsantrag ab, da sie die Mehrheit an der Firma der Gruppe, Ill Niño LLC, besitzen. Drummer Chavarri habe indes kurzzeitig versucht den Anspruch geltend zu machen, er sei der alleinige Eigentümer der Marke Ill Niño.

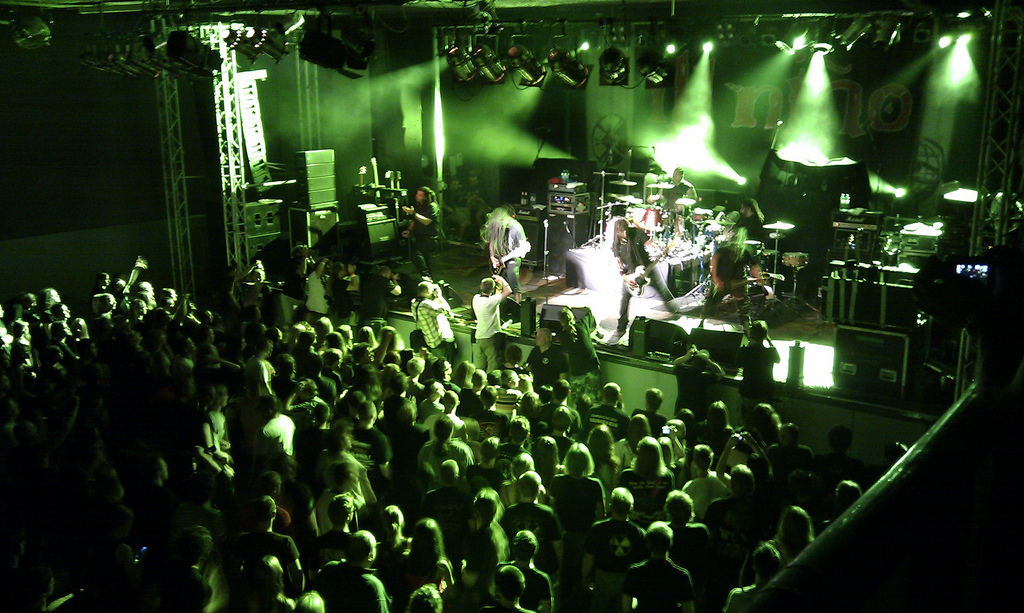
Ill Niño (2009)

Im März 2019 tauchte eine 53-seitige Klageschrift gegen Schlagzeuger Chavarri im Internet auf. Machado, Luster und Verduzco warfen vor allem Chavarri, der als Manager von Ill Niño fungiert habe, zwielichtige Geschäfte, Veruntreuung von Geldern und Machtmissbrauch vor. So soll Chavarri diverse Geschäftspartner nicht bezahlt haben, darunter den Tourbusvermieter, den Merch-Hersteller, den Ton-Ingenieur und den Mischer.
Genau ein Jahr später im März 2020 wurden die Streitereien um den Bandnamen endgültig beendet. Das ermöglicht Dave Chavarri (Schlagzeug) und Lazaro Pina (Bass), als Ill Niño weiterzumachen, während Cristian Machado (Gesang) und die beiden Gitarristen Diego Verduzco und Ahrue Luster mit neuen Projekten fortfuhren und damit die Band verließen. Unter anderem gründeten Machado, Luster und Verduzco im Jahr 2021 die Band Lions at the Gate. Die ursprüngliche Idee dazu hatte Verduzco.
Im Juni 2024 sollte eigentlich die EP IllMortals erscheinen. Dies ist allerdings ohne Begründung nie passiert. Drei Monate später, im September 2024, verkündete die Band in den sozialen Medien, dass sie sich von ihrem Sänger Marcos Leal getrennt haben. IllMortals soll dennoch bis Ende des Jahres mit Leals Gesang erscheinen. Es wurde noch kein Nachfolgesänger angekündigt, aber die Band kündigte an, trotzdem die kommenden Festivalauftritte wahrzunehmen.

## Diskografie

### Alben
| Jahr | Titel Musiklabel                          | Höchstplatzierung, Gesamtwochen, AuszeichnungChartplatzierungen (Jahr, Titel, Musiklabel, Platzierungen, Wochen, Auszeichnungen, Anmerkungen) | Höchstplatzierung, Gesamtwochen, AuszeichnungChartplatzierungen (Jahr, Titel, Musiklabel, Platzierungen, Wochen, Auszeichnungen, Anmerkungen) | Anmerkungen                              |
| Jahr | Titel Musiklabel                          | DE | US | Anmerkungen                              |
| ---- | ----------------------------------------- | --- | --- | ---------------------------------------- |
| 2001 | Revolution Revolución Roadrunner Records  | — | — | Erstveröffentlichung: 18. September 2001 |
| 2003 | Confession Roadrunner Records             | DE67 (2 Wo.)DE | US37 (3 Wo.)US | Erstveröffentlichung: 30. September 2003 |
| 2005 | One Nation Underground Roadrunner Records | DE88 (2 Wo.)DE | US101 (1 Wo.)US | Erstveröffentlichung: 27. September 2005 |
| 2008 | Enigma Cement Shoes                       | DE67 (1 Wo.)DE | US145 (1 Wo.)US | Erstveröffentlichung: 11. März 2008      |
| 2010 | Dead New World Victory Records            | — | US164 (1 Wo.)US | Erstveröffentlichung: 25. Oktober 2010   |
| 2012 | Epidemia Victory Records                  | — | — | Erstveröffentlichung: 22. Oktober 2012   |
| 2014 | Till Death, La Familia Victory Records    | — | US143 (1 Wo.)US | Erstveröffentlichung: 22. Juli 2014      |

### Singles
- 2001: God Save Us
- 2002: What Comes Around
- 2002: Unreal
- 2003: How Can I Live
- 2004: This Time’s for Real
- 2005: What You Deserve
- 2006: This Is War
- 2007: Arrastra
- 2007: Alibi of Tyrants
- 2008: Me gusta la soledad
- 2008: Pieces of the Sun
- 2010: Against the Wall
- 2011: Bleed Like You

### Sonstiges
- 2000: Ill Niño (Demo-EP)
- 2004: Live from the Eye of the Storm (Live-Konzert auf DVD)
- 2006: The Undercover Sessions (Cover-EP)
- 2006: The Best of Ill Niño (Best-of)

### Beiträge für Soundtracks
- The Cave: I’ll Find a Way
- Freddy vs. Jason: How Can I Live
- Resident Evil: What Comes Around (Day of the Dead Remix)
- Faust: Nothing’s Clear
- Ghost Recon Advanced Warfighter: All That I Ask For, Liar, How Can I Live (Spanish Version)
- The Shield – Gesetz der Gewalt: Nothing’s Clear
- Fragile: Two (Vaya Con Dios)

### Videoalben
- 2004: Live from the Eye of the Storm

### Musikvideos
- 2001: God Save Us
- 2002: What Comes Around
- 2002: Unreal
- 2003: How Can I Live
- 2004: This Times for Real
- 2005: What You Deserve
- 2006: This Is War
- 2007: The Alibi of Tyrants
- 2008: Me Gusta La Soledad
- 2010: Against the Wall
- 2011: Bleed Like You
- 2013: La Epidemia
- 2013: Forgive Me Father
- 2014: Live Like Theres No Tomorrow
- 2014: I’m Not the Enemy
- 2015: Blood Is Thicker Than Water